# Tsubasa Hasegawa
Tsubasa Hasegawa (Japans: 長谷川 翼, Hasegawa Tsubasa) (Nakashibetsu (Subprefectuur Nemuro), 8 februari 1994) is een Japanse langebaanschaatser. De 500m is zijn beste afstand.

## Persoonlijke records
| Afstand    | Tijd    | Datum             | Baan           |
| ---------- | ------- | ----------------- | -------------- |
| 500 meter  | 34,35   | 10 maart 2019     | Salt Lake City |
| 1000 meter | 1.08,49 | 25 februari 2017  | Calgary        |
| 1500 meter | 1.49,90 | 16 maart 2014     | Calgary        |
| 3000 meter | 4.17,40 | 26 september 2010 | Obihiro        |

## Resultaten
| Jaar | WK Sprint                | WK Afstanden | Olympische Spelen  | Wereldbeker        | WK Junioren      |
| ---- | ------------------------ | ------------ | ------------------ | ------------------ | ---------------- |
| 2011 |                          |              |                    |                    | 500m · 9e 1000m  |
| 2012 |                          |              |                    |                    | 500m · 11e 1000m |
| 2013 |                          |              |                    | 39e 500m 0p 1000m  | 500m · 5e 1000m  |
|      |                          |              |                    |                    |                  |
| 2015 |                          |              |                    | 32e 500m 54e 1000m |                  |
| 2016 |                          | 11e 500m     |                    | 26e 500m           |                  |
| 2017 | 13e (12e, 12e, 7e, 20e)  | 6e 500m      |                    | 10e 500m 46e 1000m |                  |
| 2018 | 19e (13e, 19e, 12e, 19e) |              | 14e 500m 20e 1000m | 41e 500m           |                  |
| 2019 |                          | DQ 500m      |                    | 10e 500m           |                  |
| 2020 |                          |              |                    | 16e 500m           |                  |